# Pizzo (San Secondo Parmense)
Pizzo è una frazione agricola del comune di San Secondo Parmense posta  3 km a nord del capoluogo, nei pressi della strada provinciale 10 che conduce a Cremona

## Storia
La corte del Pizzo fu istituita intorno all'anno mille dai canonici del Capitolo della Cattedrale di Parma a presidio dei territori del capitolo ad ovest del Taro e posti a nord di San Secondo, insieme alla corte pare fosse eretto un castello di cui si ha menzione nel 1046, spesso però associato a Gazo, termine usato per definire la selva di Soragna donata da Arnolfo a Guibodo. All'interno di detto castello era presente anche una cappella dedicata a San Martino posta al di fuori della giurisdizione della Pieve di San Genesio anche se all'interno del territorio del suo pievato, essendo infatti Pizzo dipendente dei canonici, la chiesa, così come la curata di San Secondo e San Lorenzo di Palasone versave le decime direttamente al capitolo.

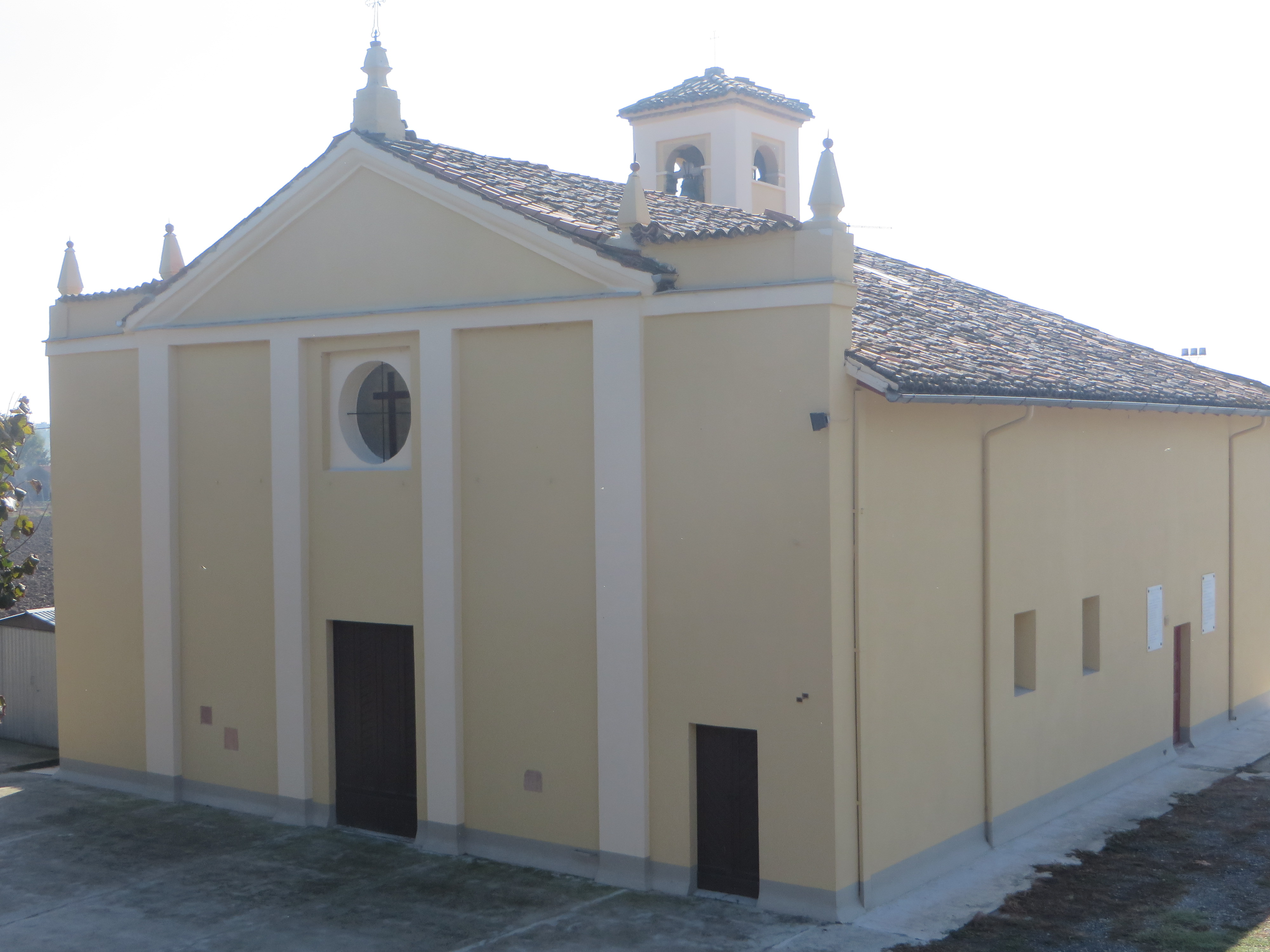
Chiesa di San Giorgio

Il nuovo insediamento ebbe vita tormentata sin dall'inizio: tra il 1037 e il 1090 i canonici vennero attaccati da Bonifacio di Canossa, poi dai Da Cornazzano ai quali il vescovo Cadalo aveva arbitrariamente concesso il feudo, cadendo già prima del 1080 nelle mani dei Da Pizzo, famiglia signorile che possedeva beni allodiali nella zona, e dei Da Cornazzano, entrambi vassalli di Matilde di Canossa avversaria del capitolo.
La sconfitta delle truppe matildiche a Volta Mantovana fece fuggire gli occupanti dell'insediamento che fu ufficialmente restituito l'anno successivo da Enrico IV ai canonici, che presto vennero nuovamente minacciati a causa della successiva sconfitta degli imperiali nella battaglia di Sorbara.
Nel XII secolo gli attacchi ai canonici vennero soprattutto dai Da Pizzo che nel 1179 vennero condannati dai rettori della società dei militi da Parma a risarcire per ben due volte i danni causati al capitolo. Sempre nell'XI secolo i Da Pizzo, nel tentativo di smarcarsi dal controllo dei canonici, fondarono un insediamento nuovo chiamato Quarta invitando alcuni coloni a trasferirvisi, ciò diede il via a una lunga lotta con il capitolo che portò nel 1199 ad un'intesa in base alla quale i canonici poterono edificare in Quarta con il consenso dell'arciprete della pieve di San Genesio una chiesa dedicata a Santo Stefano soggetta al capitolo.

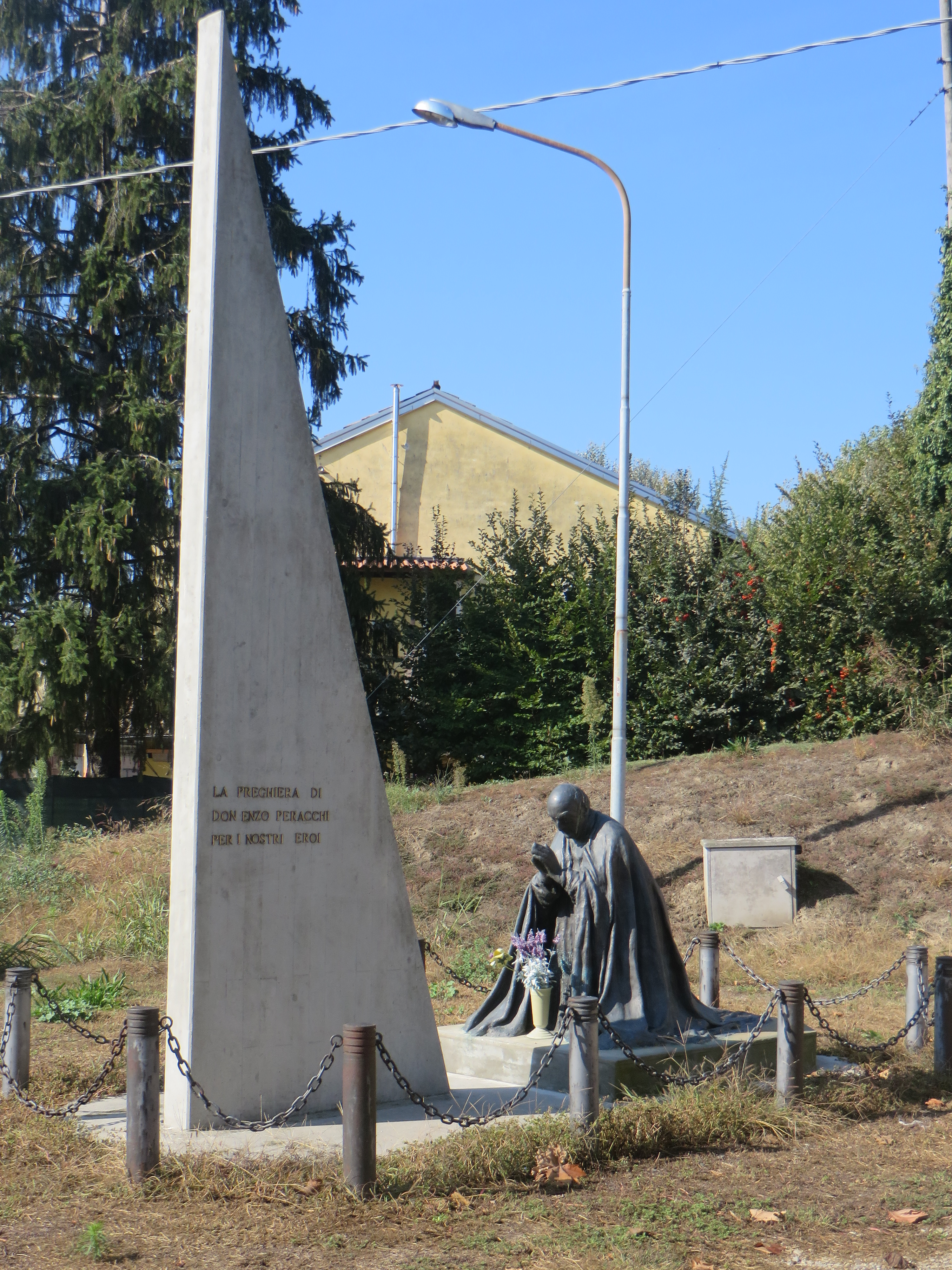
Monumento ai caduti delle guerre e a Don Peracchi, ucciso da una persona con disturbi psichici nel 1981

In aggiunta i canonici riconobbero ai Da Pizzo i diritti su Quarta e Arzenoldo ottenendo da essi la vendita dei loro beni, terre, fabbricati e uomini nel territorio di Pizzo. In tal modo il capitolo si poteva rinforzare nei propri possessi fondiari riconoscendo altrove i diritti delle famiglie emergenti.
Sempre ad inizio del XIII secolo viene menzionato per la prima volta il nuovo centro di Pizzo Nuovo che coincide con l'attuale frazione di Valle di San Secondo collocata sulla sponda meridionale del torrente Stirone.
Di lì a breve sorse una nuova disputa con le signorie laiche, in particolare i Rossi, per la gestione dei patrimoni boschivi ormai degradati e ridotti rispetto all'estese selve descritte prima dell'anno mille. Il contrasto provocò numerose violenze e si risolse con una arbitrato che concesse l'utilizzo dei due terzi dei boschi alle comunità e solo una terza parte ai canonici in condominio con i Da Pizzo, loro alleati in questo frangente. Ciò segnò la vittoria del potere laico dei Rossi e la definitiva sconfitta del capitolo.
Per tali motivi l'acquisto avvenuto nel 1365 da parte di Giacomo de' Rossi dei feudi di San Secondo e Pizzo dal capitolo, divenne un mero atto di ratifica di una situazione che de facto era ormai in essere da molto tempo.
Entrato a far parte della contea di San Secondo Pizzo ne seguì le sorti sino alla fine del marchesato finendo poi con l'essere inglobato con il suo territorio nel comune di San Secondo Parmense.

## Monumenti e luoghi d'interesse
Il nucleo originario della frazione è raggruppato intorno alla chiesa, addossato ad entrambi i lati della Fossaccia Scannabecco e si sviluppa attraverso un susseguirsi di case sparse sino all'argine del Taro da un lato e alla provinciale 10 dall'altro. Al di là del Taro si trova Palasone, mentre a sud del Pizzo sorgeva un tempo l'abitato ora scomparso di Coguzzo. Sempre nel territorio del Pizzo, dalla parte ad ovest della provinciale 10 sorgeva l'abitato ora scomparso di Quarta, come testimonianza del toponimo è rimasta una strada, denominata appunto strada Quarta, che si incontra come trasversale della provinciale 10 appena prima di entrare nell'abitato di Pizzo.
Di interesse si ricorda la cinquecentesca chiesa di San Giorgio, essa presenta un anomalo orientamento con ingresso a nord e abside orientata a sud. Fra i decori che la adornano si rammenta un dipinto ad olio del XVIII secolo raffigurante di San Giorgio che affronta il drago e una croce astile risalente alla metà del XVI secolo in rame argentato e bassorilievi in bronzo raffiguranti gli evangelisti mentre nella parte posteriore sono rappresentati la Maddalena e San Giovanni.